# Фомін Денис Сергійович
Денис Сергійович Фомін (нар. 21 липня 1986, с. Жеребкове) — український волейболіст, ліберо, гравець клубу Суперліги СК «Епіцентр-Подоляни» з Городка на Хмельниччині, у минулому — збірної України.

## Життєпис
Народився 21 липня 1986 року в с. Жеребкове Одеської области, Україна.
Грав у сумській команді вищої ліги (тренер — Володимир Бабков), яка припинила існування з причини відсутності фінансування, після цього в маріупольському «Маркохімі», харківському «Локомотиві», «Динамо-Таразі» (Казахстан), вінницькому «Серці Поділля», «Камбре» (Франція). Із сезону 2020/21 грає у складі СК «Епіцентр-Подоляни» з Городка на Хмельниччині.